# Astragalus ampullarius
Astragalus ampullarius är en ärtväxtart som beskrevs av Sereno Watson. Astragalus ampullarius ingår i släktet vedlar, och familjen ärtväxter. Inga underarter finns listade i Catalogue of Life.